# オマイラBEST -SHORT CIRCUIT BEST-
『オマイラBEST -SHORT CIRCUIT BEST-』(オマイラベスト ショート・サーキット・ベスト)は2012年6月29日に発売されたI'veのインディーズアルバム。
I'veの電波ソングアルバム 「SHORT CIRCUIT」 3作品の中から、ファン投票によって選ばれた上位人気楽曲を収録したベストアルバム。人気投票上位楽曲の他に新規書き下ろし曲を1曲収録。価格は2,500円。品番はICD-66030。前作同様ソフトウェア取扱店での販売となった。
『G.C.BEST -I've GIRL's COMPILATION BEST-』と同時発売。

## 収録曲
1. めぃぷるシロップ／KOTOKO
  - 作詞：KOTOKO／作曲・編曲：C.G mix
  - 収録アルバム：SHORT CIRCUIT II
2. さくらんぼキッス ～爆発だも～ん～／KOTOKO
  - 作詞：KOTOKO／作曲・編曲：C.G mix
  - 収録アルバム：SHORT CIRCUIT
3. ジェットスマッシュ!／詩月カオリ
  - 作詞：KOTOKO／作曲・編曲：C.G mix
  - 収録アルバム：SHORT CIRCUIT III
4. Princess Bride!／KOTOKO
  - 作詞：うつろあくた／作曲：KOTOKO／編曲：SORMA
  - 収録アルバム：SHORT CIRCUIT II
5. 乙女心＋√ネコミミ＝∞／KOTOKO ＆ 島みやえい子
  - 作詞：KOTOKO／作曲・編曲：中沢伴行
  - 収録アルバム：SHORT CIRCUIT II
6. ねぇ、…しようよっ!／KOTOKO
  - 作詞：KOTOKO／作曲・編曲：中沢伴行
  - 収録アルバム：SHORT CIRCUIT II
7. ↑青春ロケット↑／KOTOKO
  - 作詞：KOTOKO／作曲：井内舞子／編曲：井内舞子、Rich
  - 収録アルバム：SHORT CIRCUIT II
8. アナタだけのAngel☆／詩月カオリ
  - 作詞：KOTOKO、詩月カオリ／作曲・編曲：C.G mix
  - 収録アルバム：SHORT CIRCUIT II
9. Lilies line／KOTOKO
  - 作詞：KOTOKO／作曲・編曲：C.G mix
  - 収録アルバム：SHORT CIRCUIT III
10. Princess Brave!／KOTOKO
  - 作詞：うつろあくた／作曲：中沢伴行／編曲：中沢伴行、尾崎武士
  - 収録アルバム：SHORT CIRCUIT II
11. blossomdays／KOTOKO
  - 作詞：松島詩史／作曲・編曲：C.G mix
  - 収録アルバム：SHORT CIRCUIT III
12. Double HarmoniZe Shock!!／KOTOKO to 詩月カオリ
  - 作詞：KOTOKO／作曲・編曲：高瀬一矢
  - 収録アルバム：SHORT CIRCUIT II
13. Short Circuit／KOTOKO
  - 作詞：KOTOKO／作曲・編曲：高瀬一矢
  - 収録アルバム：SHORT CIRCUIT
14. Sig-naL ～0時過ぎのSpace soldier～／Pixy Lab.
  - 作詞：桐島愛里／作曲：C.G mix／編曲：C.G mix、尾崎武士
  - 新曲

## タイアップ
| 曲名                              | タイアップ                                                               |
| --------------------------------- | ------------------------------------------------------------------------ |
| さくらんぼキッス 〜爆発だも〜ん〜 | PCゲーム『カラフルキッス 〜12コの胸キュン!〜』オープニングテーマ         |
| ジェットスマッシュ！              | PCゲーム『えろすまっしゅ!』オープニングテーマ                            |
| Princess Bride!                   | PCゲーム『Princess Bride』オープニングテーマ                             |
| 乙女心＋√ネコミミ＝∞              | PCゲーム『王立ネコミミ学園 〜あなたのための発情期♪〜』オープニングテーマ |
| ねぇ、…しようよっ!                | PCゲーム『姉、ちゃんとしようよっ!2』オープニングテーマ                   |
| ↑青春ロケット↑                    | PCゲーム『すぺーす☆とらぶる』オープニングテーマ                          |
| アナタだけのAngel☆                | PCゲーム『あねいも2 〜Second Stage〜』オープニングテーマ                 |
| Lilies line                       | PCゲーム『チアフル!』オープニングテーマ                                  |
| Princess Brave!                   | PCゲーム『Princess Brave 雀卓の騎士』オープニングテーマ                  |
| blossomdays                       | PCゲーム『ハチミツ乙女blossomdays』オープニングテーマ                    |